# Mesocyclops bosumtwii
Mesocyclops bosumtwii is een eenoogkreeftjessoort uit de familie van de Cyclopidae. De wetenschappelijke naam van de soort is voor het eerst geldig gepubliceerd in 2007 door Mirabdullayev, Sanful & Frempong.